# Pseudatteria chrysanthema
Pseudatteria chrysanthema es una especie de polilla del género Pseudatteria, familia Tortricidae.
Fue descrita científicamente por Meyrick en 1912.